# Prêmio FASEB de Excelência em Ciência
O Prêmio FASEB de Excelência em Ciência (em inglês:  Excellence in Science Award) foi estabelecido pela Federation of American Societies for Experimental Biology (FASEB) em 1989, reconhecendo conquistas de destaque por mulheres em biologia. Todas as mulheres que são membro de uma ou mais das sociedades da FASEB são elegíveis para nomeação. As nomeações reconhecem uma mulher cujas conquistas na carreira contribuíram significativamente para avançar o entendimento de uma disciplina particular por excelência em pesquisa.
O prêmio inclui uma bolsa de pesquisa de US$ 10.000, patrocinada pela Eli Lilly and Company.

## Recipientes
Fonte: FASEB
- 1989 Marian Koshland
- 1990 Elizabeth Hay
- 1991 Ellen Vitetta
- 1992 Bettie Sue Masters
- 1993 Susan Leeman
- 1994 Lucille Shapiro
- 1995 Philippa Marrack
- 1996 Zena Werb
- 1997 Claude Klee
- 1998 Eva Neer
- 1999 Helen Blau
- 2000 Peng Loh
- 2001 Laurie Glimcher
- 2002 Phyllis Wise[2]
- 2003 Joan Steitz
- 2004 Janet Rossant
- 2005 Anita Roberts
- 2006 Marilyn Farquhar e Elaine Fuchs
- 2007 Frances Arnold
- 2008 Mina Bissell
- 2009 Susan Lindquist
- 2010 Susan S. Taylor[3]
- 2011 Gail Roberta Martin
- 2012 Susan R. Wessler[4]
- 2013 Terry Orr-Weaver[5]
- 2014 Kathryn V. Anderson
- 2015 Diane Griffin[6]
- 2016 Bonnie Bassler[7]
- 2017 Diane Mathis[8]
- 2018 Lynne Elizabeth Maquat[9]
- 2019 Barbara B. Kahn[10]
- 2020 :

Lifetime Achievement: Brigid Hogan
Mid-Career Investigator: Aviv Regev
Early-Career Investigator: Karen Schindler